# مشروع جسور نهر أوهايو

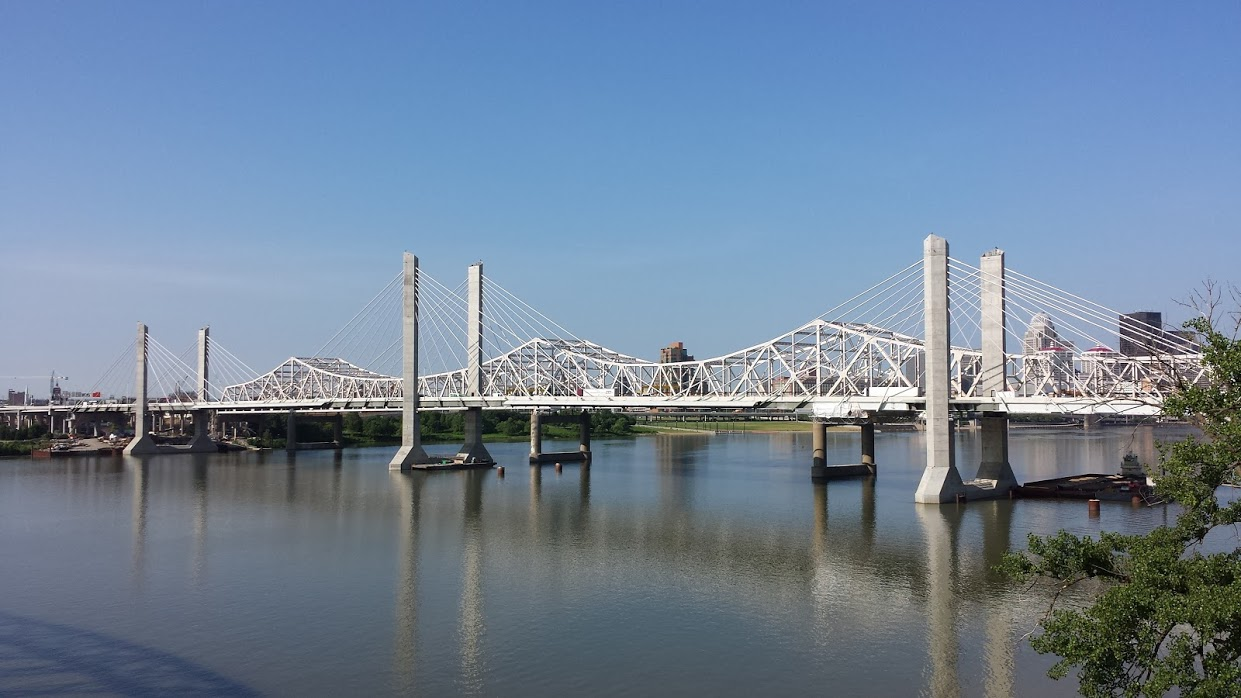
جسر أبراهام لنكولن في 12 يونيو

مشروع جسور نهر أوهايو (بالإنجليزية: Ohio River Bridges Project) هو مشروع نقل في منطقة لويزفيل الحضرية يتضمن إعادة بناء تقاطع كينيدي (المعروف محليًا باسم " تقاطع سباغيتي")، واستكمال جسرين جديدين على نهر أوهايو، وإعادة بناء المنحدرات على الطريق السريع 65 بين محمد علي بوليفارد ووسط مدينة لويزفيل.
يقع جسر أبراهام لينكولن، الذي افتتح في ديسمبر 2015، في وسط المدينة وعلى ارتفاع طفيف من أعلى جسر جون كينيدي التذكاري الذي انتهى بناءه في عام 1963. ينقل حركة المرور المتجهة شمالًا على الطريق السريع 65.الآخر، جسر لويس وكلارك (يسمى جسر إيست إند أثناء التخطيط)، افتتح في ديسمبر 2016 ويربط مقاطع إنديانا وكنتاكي من الطريق السريع 265 بين بروسبيكت في كنتاكي، ويوتيكا في إنديانا.
في 26 يوليو 2002، أعلن حاكمي ولاية كنتاكي وإنديانا أنه سيُبنى جسر إيست إند، محاذاة مع امتداد الطريق السريع 65 الجديد في وسط المدينة وتقاطع كينيدي الذي أعيد بناؤه، حيث تتصل ثلاث طرق سريعة. بلغت تكلفة المشاريع الثلاثة حوالي 2.5 مليار دولار، وستكون أكبر مشروع نقل أُنشئ بين الدولتين، وأخلي ما يقدر بـ 132 مقيمًا و80 شركة.
وفي أكتوبر 2009، أنشئت لجنة جسر لويس - جنوب إنديانا، وهي لجنة من 14 عضوا (سبعة أعضاء من كنتاكي وسبعة من إنديانا) مكلفة بوضع خطة مالية وإنشاء آليات تمويل للبناء. أشرفت اللجنة على بناء المشروع، وتواصل تشغيل وصيانة الجسور وجمع الرسوم. بدأ البناء في عام 2014، مع الانتهاء من المشروع بأكمله في أواخر ديسمبر 2016.